# ستارا ویش (استان اوپوله)
ستارا ویش (به لهستانی: Stara Wieś) یک روستا در لهستان است که در گمینا گووبچتسه واقع شده‌است.